# Asiana Airlines
Asiana Airlines is een van de belangrijkste  luchtvaartmaatschappijen van Zuid-Korea. De maatschappij is jonger en kleiner dan concurrent Korean Air, de nationale maatschappij. Asiana's hoofdkantoor ligt dicht bij diens internationale hub Incheon International Airport. Asiana's binnenlandse hub is Gimpo International Airport, voor de bouw van de nieuwe Incheon-luchthaven bekend als "Kimpo International Airport". Asiana maakt deel uit van Star Alliance.

## Geschiedenis
Asiana is opgericht op 17 februari 1988 en begon in december 1988 met het uitvoeren van vluchten naar Busan. Het werd opgericht door de Kumho Asiana Group als onderdeel van de Zuid-Koreaanse overheid. De bedoeling was een tweede grote luchtvaartmaatschappij op te bouwen en de maatschappij was oorspronkelijk bekend als Seoul Air International. Per 31 december 2020 zijn Kumho Industrial met 30,77% van de aandelen en Kumho Petrochemical met 11,02% de grootste aandeelhouders.
In 2003 werd het lid van de Star Alliance.
In februari 2006 maakte Asiana bekend dat de maatschappij wilde moderniseren. De naam Economy Class werd vervangen door Travel Class en al het personeel kreeg nieuwe uniformen.
Op 18 april 2007 kreeg Asiana 5 sterren toegewezen door Skytrax en in 2020 behoorde de maatschappij nog steeds tot dit selecte gezelschap van luchtvaartmaatschappijen.
In november 2020 deed Korean Air een overnamebod op Asiana Airlines ter waarde van US$ 2,2 miljard. Asiana vloog voor de coronapandemie naar 61 steden in 21 landen. Asiana heeft ook twee lagekostenluchtvaartmaatschappijen, Air Seoul en Air Busan.

## Vloot
| Vliegtuig          | In gebruik | Orders | Opties | Passagiers | Passagiers     | Passagiers              | Passagiers              | Opmerkingen |
| Vliegtuig          | In gebruik | Orders | Opties | P          | J              | Y                       | Totaal                  | Opmerkingen |
| ------------------ | ---------- | ------ | ------ | ---------- | -------------- | ----------------------- | ----------------------- | --- |
| Airbus A320-200    | 9          | —      | —      | 0          | 0              | 156 162                 | 156 162                 | |
| Airbus A321-100    | 2          | —      | —      | 0          | 0              | 200                     | 200                     | |
| Airbus A321-200    | 23         | 2      | —      | 0          | 12 0           | 159 165 191 195         | 171 177 191 195         | |
| Airbus A321neo     | 2          | 23     | —      | n.n.b      | n.n.b          | n.n.b                   | n.n.b                   | leveringen tussen 2019-2022                                                                                     |
| Airbus A330-300    | 15         | —      | —      | 0          | 30             | 260 245                 | 290 275                 | |
| Airbus A350-800    | 8          |        | 10     | n.n.b      | n.n.b          | n.n.b                   | n.n.b                   | |
| Airbus A350-900    | 12         |        | 10     | n.n.b      | n.n.b          | n.n.b                   | n.n.b                   | |
| Airbus A350-1000   | 10         |        | 10     | n.n.b.     | n.n.b.         | n.n.b.                  | n.n.b.                  | |
| Airbus A380-800    | 6          |        | —      | 12         | 66             | 417                     | 495                     | |
|                    |            |        |        |            |                |                         |                         | |
|                    |            |        |        |            |                |                         |                         | |
| Boeing 747-400     | 1          |        |        |            |                |                         | 398                     | |
| Boeing 777-200ER   | 12         | —      | —      | 8 0        | 24 28 24 22 28 | 214 226 271 274 271 272 | 246 262 295 296 299 300 | PTV Systeem in vliegtuig Nr.1 to 3 AVOD systeem in vliegtuig Nr.4 to 12 First Class Cabin vanaf vliegtuig nr.10 |
| Asiana Cargo vloot |            |        |        |            |                |                         |                         | |
| Boeing 747-400F    | 4          | —      | —      | N/A        | N/A            | N/A                     | N/A                     | |
| Boeing 747-400BDSF | 6          | —      | —      | N/A        | N/A            | N/A                     | N/A                     | |
| Boeing 767-300ERF  | 1          | —      | —      | N/A        | N/A            | N/A                     | N/A                     | |
| Totaal             | 85         | 61     | 30     |            |                |                         |                         | |

## Incidenten en ongevallen
- Op 26 juli 1993 stortte een Boeing 737-5LG tijdens de binnenlandse Zuid-Koreaanse vlucht OZ733 van Seoul naar Mokpo neer bij de derde landingspoging. Er waren 66 passagiers en 2 bemanningsleden bij de verongelukten, 48 personen overleefden de ramp.
- Op 28 juli 2011 stortte een Boeing 747-400F tijdens een reguliere vrachtvlucht OZ991 van Incheon naar Shanghai neer in de Straat Korea. De twee piloten overleefden de crash niet.
- Op 6 juli 2013 verongelukte een Boeing 777-200ER tijdens de vlucht OZ214 van Asiana op de Internationale luchthaven van San Francisco in de Verenigde Staten. Het toestel raakte zwaar beschadigd en vloog in brand.